# Cerrito de la Victoria
Cerrito de la Victoria è un barrio della capitale uruguaiana Montevideo. 

## Geografia
Cerrito de la Victoria è situata a nord del centro della capitale uruguaiana e confina a settentrione con il quartiere di Las Acacias, ad est con quello di Pérez Castellanos, a sud con quelli di Bolívar e Brazo Oriental ad ovest con quello di Aires Puros.

## Etimologia
Il quartiere fu così chiamato in onore della vittoria ottenuta dalle milizie delle Provincie Unite del Rio de la Plata il 31 dicembre 1812 contro le forze spagnole durante le guerre d'indipendenza ispanoamericane.

## Storia
Nel corso della guerra civile uruguaiana il leader dei blancos Manuel Oribe instaurò a Cerrito un contro-governo, che appunto prese il nome dalla località, in opposizione a quello dei colorados assediato a Montevideo.
Sul finire del XIX secolo la località, fino ad allora situata ai margini della capitale, fu assorbita dal tessuto urbano di una Montevideo in rapida espansione.

## Monumenti e luoghi d'interesse
- Santuario del Sacro Cuore di Gesù

## Sport
La due principali società sportive di Cerrito de la Victoria sono il Cerrito ed il Rentistas. I due club sono divisi da una vecchia rivalità che culmina nel derby calcistico di quartiere chiamato clásico del Cerrito.